# Chino Domínguez
Carlos Domínguez Hernández (Lima, 4 de noviembre de 1933-ibidem, 17 de febrero de 2011), más conocido como Chino Domínguez, fue un fotógrafo peruano.

## Biografía
Aprendió la técnica fotográfica con el japonés Antonio Noguchi. Obtuvo su primer concurso artístico con un afiche de un certamen deportivo en 1946. Viajó a Argentina, poco después, para estudiar en el instituto de fotografía “Sandy” y al mismo tiempo colaboró con la revista deportiva El Gráfico.
En 1954 retornó al Perú, trabajando como reportero gráfico en los diarios Impacto, Presente y La Tribuna; pero es durante su trabajo en la revista Caretas (1963-1970) que adquirió notoriedad por su audacia para conseguir las mejores imágenes.
En 1966 obtuvo el título de periodista y reportero gráfico por la Universidad Nacional Mayor de San Marcos. En 1981 fundó el diario La República junto a Guillermo Thorndike.
Se desempeñó como jefe de fotografía, colaborador gráfico en diversos diarios nacionales y extranjeros. Como resultado de cerca de 50 años de amplia labor fotográfica, logró reunir en su archivo personal alrededor de un millón de negativos que cubren la historia gráfica peruana y mundial.
Su archivo fue adquirido para su rescate y conservación por la Universidad Alas Peruanas.
Fue considerado como el mejor reportero gráfico del siglo XX en el Perú y su archivo es el único que guarda fotografías inéditas de personajes del mundo cultural, político, social. Ilustró un sinfín de libros y su labor social de mostrarle al mundo la realidad peruana se vio plasmada en su edición maestra: Los peruanos (primera y segunda edición).
Sus principales obras publicadas son: 
- Los peruanos. Lima: Hechos y fotos, 1988 (Primera ed. 1999).
- 100 años, Jorge Basadre. Lima: Universidad Alas Peruanas, 2003.
- Negro luminoso. Lima: Centro de Desarrollo Étnico, 2005.
- El círculo invisible. Lima: Universidad Alas Peruanas 2006.

Falleció víctima de complicaciones renales por un cáncer al pulmón, el 17 de febrero de 2011, en el Hospital Guillermo Almenara de Lima

## Premios y reconocimientos
- Palmas Artísticas del Perú en el grado de Gran Maestro por su alma mater la Universidad Nacional Mayor de San Marcos.